# Nassarawa (Nassarawa)
Nassarawa è una città della Repubblica Federale della Nigeria appartenente allo Stato di Nassarawa. È capoluogo dell'omonima area a governo locale (local government area) che si estende su una superficie di 5.704 km² e conta una popolazione di 189.835 abitanti.